# Thaumasocerus
Thaumasocerus is een kevergeslacht uit de familie van de boktorren (Cerambycidae). De wetenschappelijke naam van het geslacht werd voor het eerst geldig gepubliceerd in 1871 door Fairmaire.

## Soorten
Thaumasocerus omvat de volgende soorten:
- Thaumasocerus diversicornis Fairmaire, 1899
- Thaumasocerus platycerus Fairmaire, 1871
- Thaumasocerus quadrivitticollis Breuning & Villiers, 1968